# تشارلي رايلي
تشارلي رايلي (بالإنجليزية: Charley Riley)‏ (22 أبريل 1922 - 22 مايو 1994) هو ملاكم أمريكي.

## روابط خارجية
- تشارلي رايلي على موقع بوكس ريك (الإنجليزية) (registration required)